# 石津隆敏
石津 隆敏（いしづ たかとし、1933年〈昭和8年〉10月22日 - 2020年〈令和2年）2月19日〉は、昭和から平成時代の政治家。実業家。愛媛県川之江市長。

## 経歴
川之江市出身。1952年（昭和27年）愛媛県立川之江高等学校卒業。伊予三島市の大王製紙に入社。1959年（昭和34年）伊予段ボール工業に出向、1965年（昭和40年）取締役工場長を経て、1977年（昭和52年）に独立して紙加工の瀬戸紙工を興した。自民党員としても活発に活動し、自民党川之江支部の幹部を務めた。ほか、宇摩交通安全協会副会長を務めた。
1989年（平成元年）タックシステム設立。1990年（平成2年）川之江市長に当選し、合併するまでの4期務めた。
合併後の四国中央市の市長選挙にも自民党川之江支部や連合愛媛の推薦を受けて立候補したが、県議を辞職した井原巧に14,202票差の大差で敗れて落選した。
肺炎のため四国中央市の病院で死去した。

## 親族
- 弟：石津英尚（中部ドラム缶代表取締役）[6]